# Gabriela Cristea (deputat)
Gabriela Cristea (n. 20 aprilie 1947) este un fost deputat român în legislatura 1996-2000, ales în județul Vaslui pe listele Partidului Democrat. Mandatul său în Camera Deputaților a fost început la 28 iunie 2000, ocupând locul rămas vacant în urma alegerii lui Traian Băsescu la Primăria Municipiului București .
1. ↑  HOTARARE 25 28/06/2000 - Portal Legislativ, legislatie.just.ro